# Olympische Sommerspiele 1996/Kanu – Zweier-Kajak 1000 m (Männer)
Die Wettkämpfe im Zweier-Kajak über 1000 Meter bei den Olympischen Sommerspielen 1996 fanden vom 30. Juli bis 3. August 1996 auf dem Lake Lanier statt. Olympiasieger wurde der amtierende Weltmeister Italien in der Besetzung Antonio Rossi und Daniele Scarpa.

## Ergebnisse

### Vorläufe
Die jeweils ersten drei Boote qualifizierten sich direkt für die Halbfinals, alle weiteren Boote für die Hoffnungsläufe.

#### Vorlauf 1
| Rang | Athleten                             | Nation              | Zeit         |
| ---- | ------------------------------------ | ------------------- | ------------ |
| 1    | Antonio Rossi Daniele Scarpa         | Italien             | 3:33,786 min |
| 2    | Grzegorz Kotowicz Dariusz Białkowski | Polen               | 3:37,986 min |
| 3    | Andrian Duschew Milko Kasanow        | Bulgarien           | 3:39,914 min |
| 4    | Petr Hruška René Kučera              | Tschechien          | 3:42,682 min |
| 5    | Juan José Roman Juan Manuel Sánchez  | Spanien             | 3:43,970 min |
| 6    | Juraj Kadnár Attila Szabó            | Slowakei            | 3:49,026 min |
| 7    | Jewgeni Jegorow Sergei Skrypnik      | Kasachstan          | 3:50,394 min |
| 8    | Xu Haifeng Wu Yubiao                 | Volksrepublik China | 3:50,978 min |
| 9    | Rui Fernandes Joaquim Queiróz        | Portugal            | 3:59,390 min |

#### Vorlauf 2
| Rang | Athleten                          | Nation             | Zeit         |
| ---- | --------------------------------- | ------------------ | ------------ |
| 1    | Kay Bluhm Torsten Gutsche         | Deutschland        | 3:39,388 min |
| 2    | Thor Nielsen Jesper Staal         | Dänemark           | 3:41,640 min |
| 3    | Grayson Bourne Paul Darby-Dowman  | Großbritannien     | 3:43,384 min |
| 4    | Peter Newton John Mooney          | Vereinigte Staaten | 3:46,852 min |
| 5    | Javier Correa Abelardo Sztrum     | Argentinien        | 3:49,864 min |
| 6    | Gary Mawer Conor Maloney          | Irland             | 4:03,432 min |
| 7    | Andrei Mitkowez Juri Uljatschenko | Kirgisistan        | 4:08,916 min |

#### Vorlauf 3
| Rang | Athleten                            | Nation     | Zeit         |
| ---- | ----------------------------------- | ---------- | ------------ |
| 1    | Peter Scott Grant Leury             | Australien | 3:40,114 min |
| 2    | Pierre Lubac Patrick Lancereau      | Frankreich | 3:40,198 min |
| 3    | Róbert Hegedűs Péter Almási         | Ungarn     | 3:40,754 min |
| 4    | Staffan Malmsten Markus Oscarsson   | Schweden   | 3:44,174 min |
| 5    | David Taboureau Mark Vendeweyer     | Belgien    | 3:44,778 min |
| 6    | Alexander Iwanik Andrei Tissin      | Russland   | 3:46,558 min |
| 7    | Vidas Kupčinskas Vaidas Mizeras     | Litauen    | 3:51,842 min |
| 8    | Rafayel Islamov Vladimir Alimdyanov | Usbekistan | 4:01,522 min |

### Hoffnungsläufe
Die ersten vier Boote des jeweiligen Hoffnungslaufs und der zeitbessere Fünfte erreichten das Halbfinale. Somit schied nur das Boot aus Usbekistan aus.

#### Hoffnungslauf 1
| Rang | Athleten                            | Nation              | Zeit         |
| ---- | ----------------------------------- | ------------------- | ------------ |
| 1    | Javier Correa Abelardo Sztrum       | Argentinien         | 3:34,244 min |
| 2    | Staffan Malmsten Markus Oscarsson   | Schweden            | 3:34,480 min |
| 3    | Petr Hruška René Kučera             | Tschechien          | 3:35,216 min |
| 4    | Vidas Kupčinskas Vaidas Mizeras     | Litauen             | 3:38,428 min |
| 5    | Jewgeni Jegorow Sergei Skrypnik     | Kasachstan          | 3:40,040 min |
| 6    | Gary Mawer Conor Maloney            | Irland              | 3:40,656 min |
| 7    | Xu Haifeng Wu Yubiao                | Volksrepublik China | 3:41,196 min |
| 8    | Rafayel Islamov Vladimir Alimdyanov | Usbekistan          | 3:43,320 min |

#### Hoffnungslauf  2
| Rang | Athleten                            | Nation             | Zeit         |
| ---- | ----------------------------------- | ------------------ | ------------ |
| 1    | Peter Newton John Mooney            | Vereinigte Staaten | 3:34,424 min |
| 2    | Juraj Kadnár Attila Szabó           | Slowakei           | 3:34,436 min |
| 3    | Alexander Iwanik Andrei Tissin      | Russland           | 3:35,200 min |
| 4    | Juan José Roman Juan Manuel Sánchez | Spanien            | 3:36,264 min |
| 5    | Rui Fernandes Joaquim Queiróz       | Portugal           | 3:36,488 min |
| 6    | David Taboureau Mark Vendeweyer     | Belgien            | 3:36,976 min |
| 7    | Andrei Mitkowez Juri Uljatschenko   | Kirgisistan        | 3:44,200 min |

### Halbfinalläufe
Die ersten vier Boote des jeweiligen Halbfinals und der zeitbessere Fünfte erreichten das Finale.

#### Halbfinale 1
| Rang | Athleten                            | Nation      | Zeit         |
| ---- | ----------------------------------- | ----------- | ------------ |
| 1    | Antonio Rossi Daniele Scarpa        | Italien     | 3:16,848 min |
| 2    | Thor Nielsen Jesper Staal           | Dänemark    | 3:17,420 min |
| 3    | Andrian Duschew Milko Kasanow       | Bulgarien   | 3:18,480 min |
| 4    | Róbert Hegedűs Péter Almási         | Ungarn      | 3:18,524 min |
| 5    | Peter Scott Grant Leury             | Australien  | 3:19,056 min |
| 6    | Juraj Kadnár Attila Szabó           | Slowakei    | 3:20,904 min |
| 7    | Petr Hruška René Kučera             | Tschechien  | 3:21,384 min |
| 8    | Juan José Roman Juan Manuel Sánchez | Spanien     | 3:24,032 min |
| 9    | Javier Correa Abelardo Sztrum       | Argentinien | 3:28,128 min |

#### Halbfinale 2
| Rang | Athleten                             | Nation             | Zeit         |
| ---- | ------------------------------------ | ------------------ | ------------ |
| 1    | Grzegorz Kotowicz Dariusz Białkowski | Polen              | 3:18,026 min |
| 2    | Pierre Lubac Patrick Lancereau       | Frankreich         | 3:18,722 min |
| 3    | Kay Bluhm Torsten Gutsche            | Deutschland        | 3:19,394 min |
| 4    | Staffan Malmsten Markus Oscarsson    | Schweden           | 3:19,606 min |
| 5    | Peter Newton John Mooney             | Vereinigte Staaten | 3:19,834 min |
| 6    | Rui Fernandes Joaquim Queiróz        | Portugal           | 3:22,270 min |
| 7    | Alexander Iwanik Andrei Tissin       | Russland           | 3:22,306 min |
| 8    | Vidas Kupčinskas Vaidas Mizeras      | Litauen            | 3:24,462 min |
| 9    | Grayson Bourne Paul Darby-Dowman     | Großbritannien     | 3:25,346 min |

### Finale
| Rang | Athleten                             | Nation      | Zeit         |
| ---- | ------------------------------------ | ----------- | ------------ |
| 1    | Antonio Rossi Daniele Scarpa         | Italien     | 3:09,190 min |
| 2    | Kay Bluhm Torsten Gutsche            | Deutschland | 3:10,518 min |
| 3    | Andrian Duschew Milko Kasanow        | Bulgarien   | 3:11,206 min |
| 4    | Grzegorz Kotowicz Dariusz Białkowski | Polen       | 3:11,262 min |
| 5    | Pierre Lubac Patrick Lancereau       | Frankreich  | 3:11,402 min |
| 6    | Thor Nielsen Jesper Staal            | Dänemark    | 3:12,054 min |
| 7    | Peter Scott Grant Leury              | Australien  | 3:13,054 min |
| 8    | Staffan Malmsten Markus Oscarsson    | Schweden    | 3:14,182 min |
| 9    | Róbert Hegedűs Péter Almási          | Ungarn      | 3:14,282 min |